# Craviola

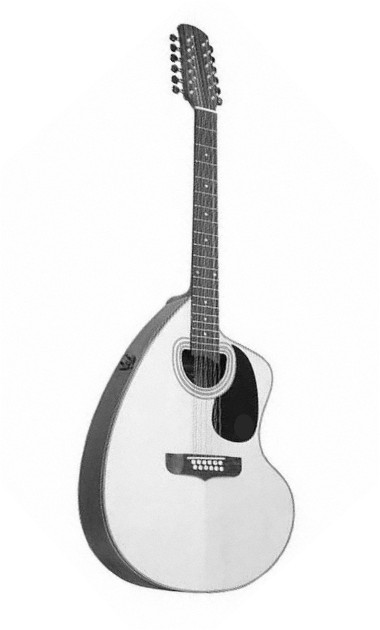
Craviola

Craviola é um instrumento musical de seis, de dez ou de doze cordas. O nome vem da junção de "cravo" e "viola". A craviola é um violão, mas seu formato e sonoridade são diferentes de violões padrão. Este formato se chama "bojo português", mas é chamado "pingo d'água" em algumas regiões. 
Desenhado e projetado pelo violonista brasileiro Paulinho Nogueira (1927–2003), autor de "Menina", "Bachianinha 1" e de um método próprio para violão, a Craviola logo fez sucesso no país e no exterior sendo inclusive utilizada por Jimmy Page, que a tem em grande conta como instrumento de som peculiar.
Atualmente o instrumento é fabricado exclusivamente pelas Indústrias Giannini.